# Diecezja Mansa
Diecezja Mansa – diecezja rzymskokatolicka w Zambii. Powstała w 1952 jako prefektura apostolska Fort Rosebery. Diecezja od 1961. Przemianowana na diecezję Mansa w 1967.

## Ordynariusze
- Biskupi Mansa
  - Bp Patrick Chisanga OFMConv (od 2013)
  - Bp Andrew Aaron Chisha (1993 - 2009)
  - Abp James Spaita (1974 – 1990)
  - Abp Elias White Mutale (1971 – 1973)
  - Bp René-Georges Pailloux MAfr (1967 – 1971)
- Biskupi Fort Rosebery 
  - Bp René-Georges Pailloux, MAfr (1961 – 1967)
- Prefekci apostolscy Fort Rosebery 
  - Bp René-Georges Pailloux, MAfr (1952 – 1961)